# Çanakkale

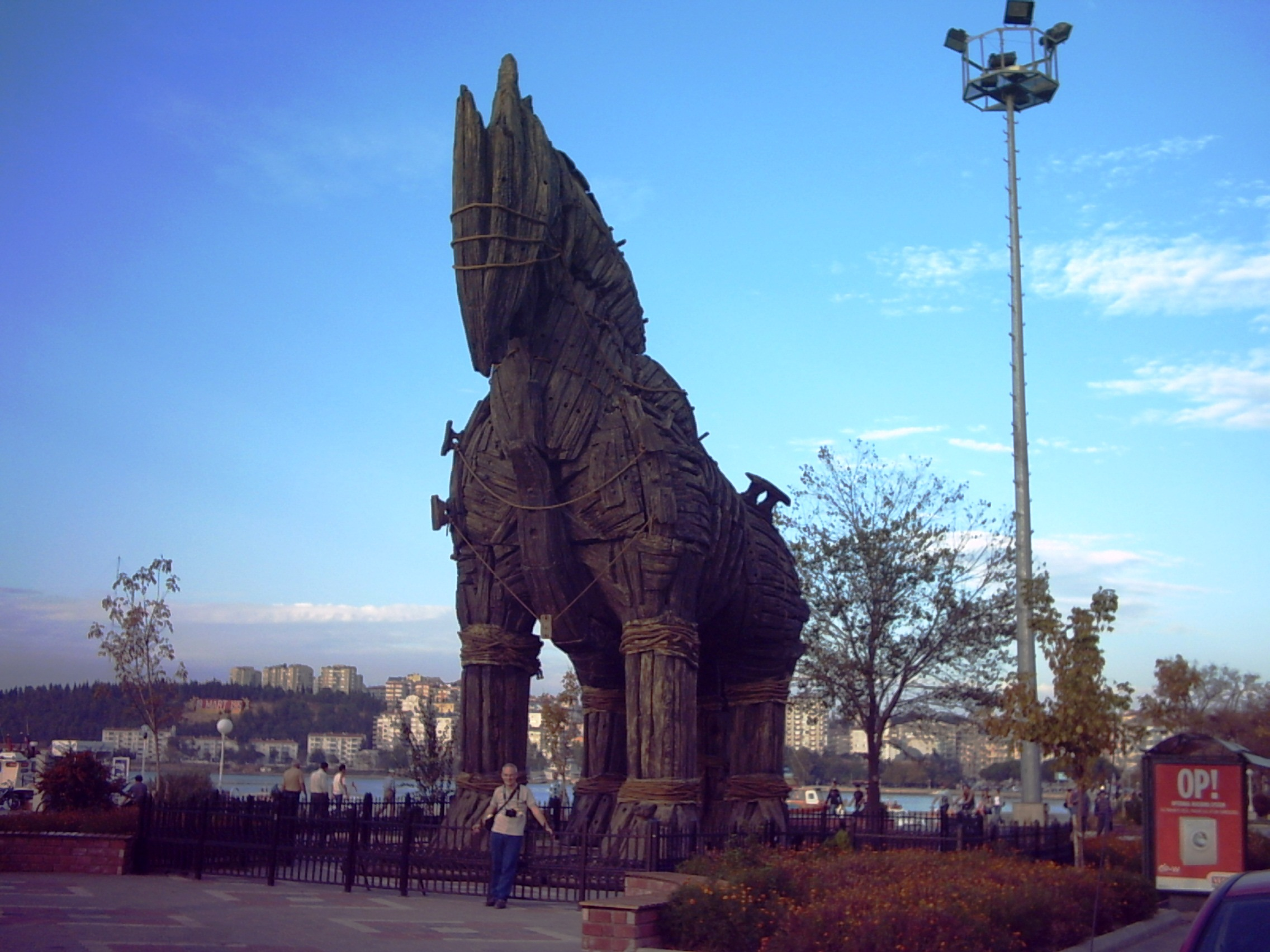
Costa de Çanakkale, amb la reconstrucció del cavall de Troia feta per a la pel·lícula d'aquest nom.

Çanakkale  o Çanak Kale és una ciutat de la costa de Turquia, a la província de Çanakkale, a la costa nord-occidental de l'Àsia Menor a la vora de l'estret dels Dardanels (anomenat Çanakkale Boğazı en turc), just al punt més estret (1250 metres) unit amb Europa per ferris.
És capital del districte i de la província homònims i la principal ciutat a la rodalia de l'antiga Troia. El seu nom deriva d'un castell (Kale vol dir 'fortalesa' en turc) anomenat Kale-i Sultaniye o Sultaniye kalesi ('Fortalesa del Soldà'), i més tard, per la seva poteria, Çanak kalesi ('Fortalesa dels Pots') que va derivar en Çanak Kale o Çanakkale. La ciutat està erigida al costat mateix de l'antiga Abidos. Aquest lloc fou famós per la llegenda d'Hero i Leandre.

## Història

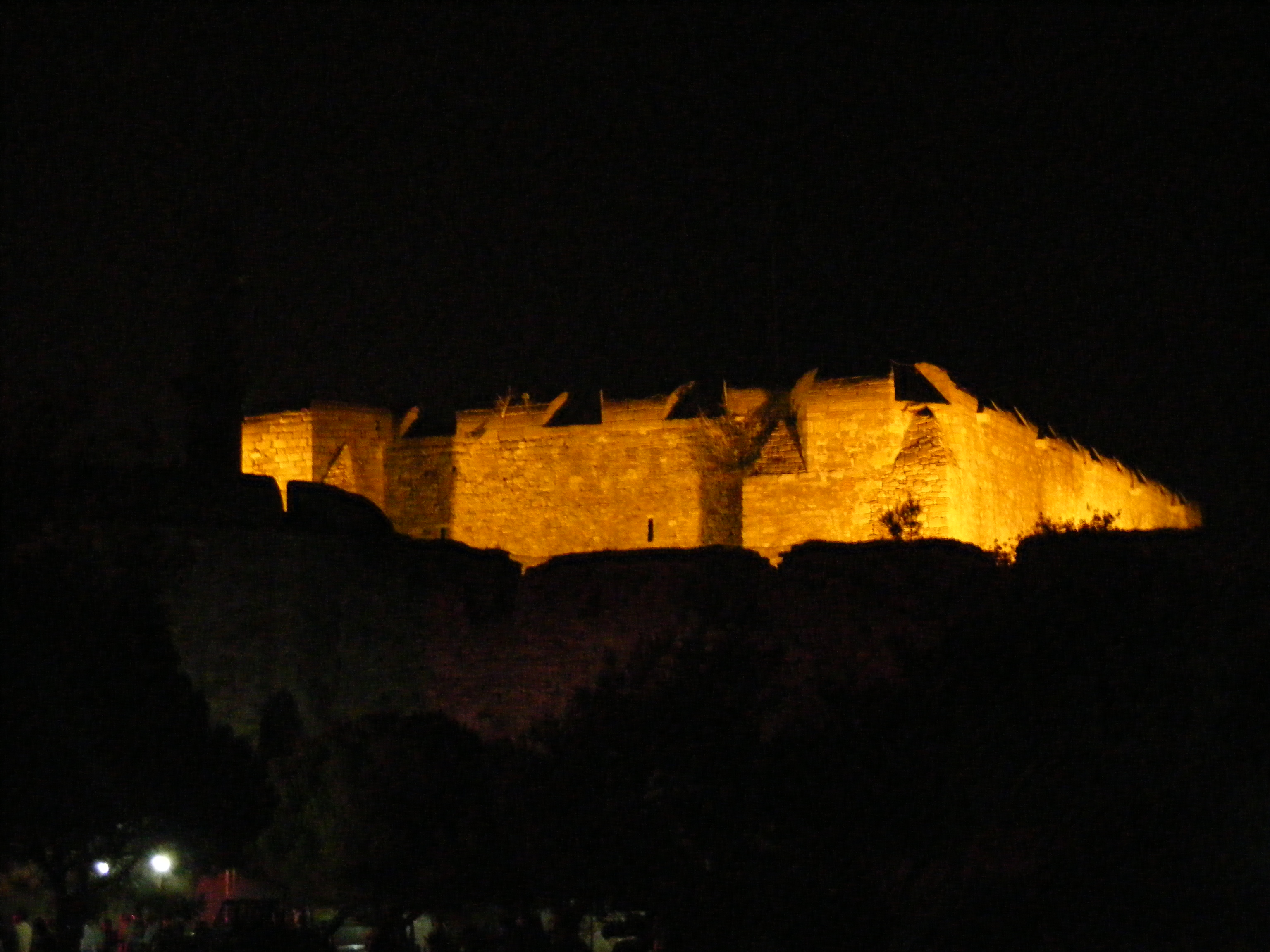
Fortalesa de Çanakkale a la nit

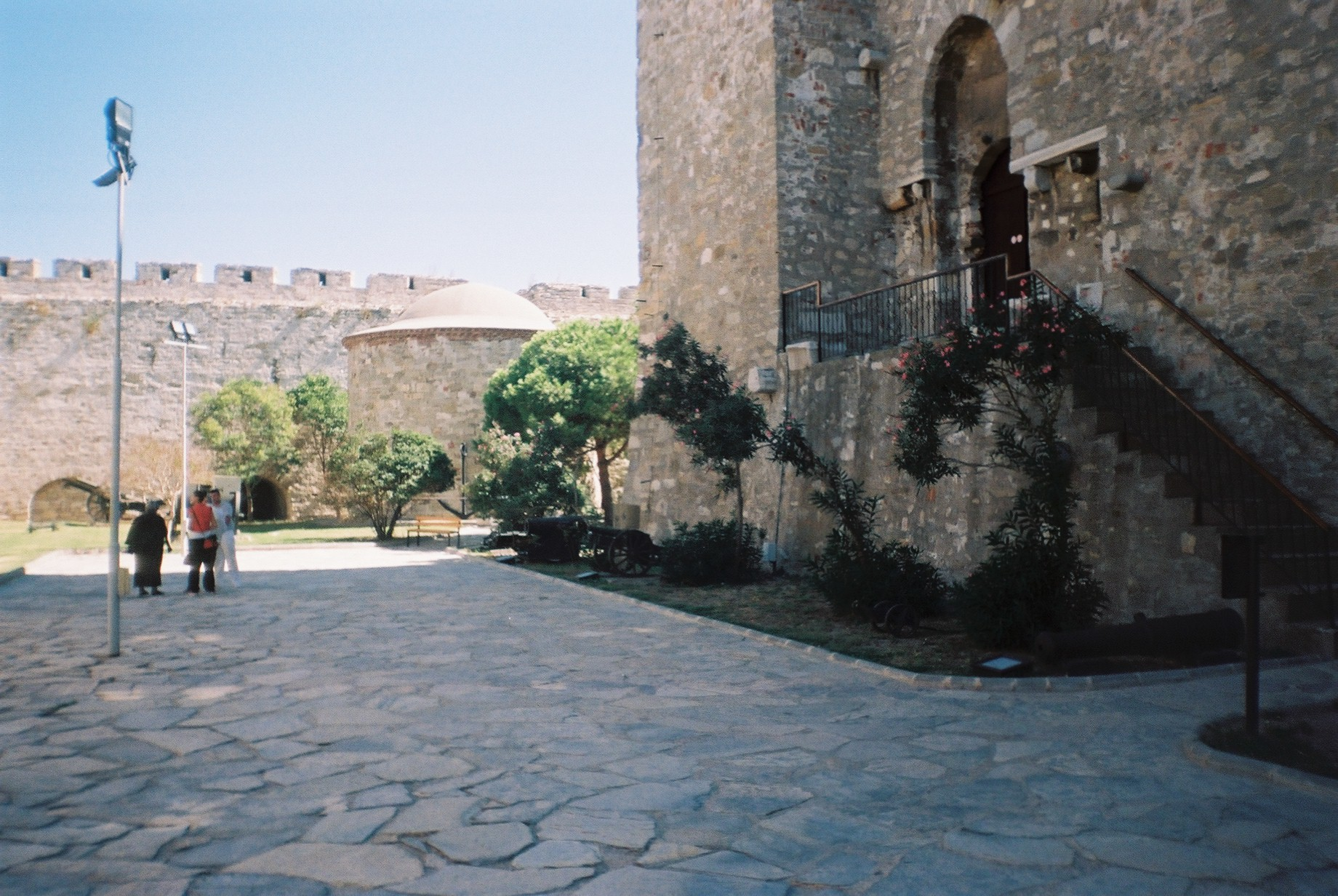
Fortalesa de Çanakkale

Els primers habitants de la zona corresponen al Calcolític, amb restes a la península de Biga (Bigha), datats fa uns sis mil anys (4000 aC); les excavacions semblen indicar que l'establiment més antic és el de la zona de Kumtepe. Un establiment a Kumkale (Kum Kale) estaria datada vers el 4000 aC i la primera Troia entre 3500 i 3000 aC.
Els eolis es van establir a la regió vers el 800 aC i van donar al territori el nom d'Eòlia (Aeolis); el país estava governat pels reis de Lídia al segle vii aC i pels reis de Pèrsia al segle vi aC; al segle iv aC va passar als macedonis després de la victòria d'Alexandre el Gran al riu Grànic (turc Biga Çayı, llatí Granicus). Va passar al regne de Pèrgam al segle iii aC i després a Roma.
Al segle ii va patir atacs dels gots. Al segle vii els àrabs hi van arribar camí cap a Constantinoble i van creuar l'estret diverses vegades arribant a Sestos, però la regió va tornar a mans dels romans quan els àrabs es van retirar. Vers el 1300 s'hi van establir els turcmans de Karasi (Karasioghullari) i l'emir Demirhan Bey va estendre el seu domini per la regió.
Karasi va ser incorporat als dominis otomans entre 1335 i 1345. Els otomans van ocupar Gal·lípoli, a la costa europea, després del 1354, i encara que la croada d'Amadeu de Savoia va retornar la ciutat al domini romà el 1366, l'any següent (1367) fou ocupada definitivament pels otomans, però encara sota l'amenaça de les naus cristianes que el 1399 sota el mariscal Boucicaut van atacar als turcs a la vora de Constantinoble.
Baiazet I (1389-1403) va establir fortificacions a la zona de l'estret, política continuada per Mehmet I (1413-1421) i Murat II (1421-1451); el 1416 els venecians van derrotar els otomans enfront de Gal·lipoli i el 1444 la flota veneciana i la del Papa van fer la campanya de Varda, i van campar pels Dardanels. Mehmet II (1451-1481) va construir noves defenses als Dardanels, i en concret a Abidos els otomans van edificar Kale-i Sultaniye (Piri Reis l'anomena al seu Kitab-i Bahriyya) que va rebre aquest nom perquè Mustafa, fill del sultà, va prendre part en la  construcció. A la part asiàtica es va construir Kilid al-Bahr (moderna Kilitbahir). Aquestes dues fortaleses foren restaurades pel sultà Solimà I el Magnífic (1520-1566) el 1551.
Al segle xvi la regió de l'estret fou inclosa al wilayat de Djazair-i Bahr-i Sefid, que era la província del gran almirall de la flota, el Kapudan Paixà. Al final del segle xvi les fortificacions van començar a deteriorar-se i el manteniment es va aturar. Durant la guerra de Creta (1645-1669) es van fer algunes reparacions a correcuita (1658-1660) però completes, i es van construir les fortaleses de Kumkale (a la costa asiàtica) i Sedd al-Bahr (costat europeu). Al segle xvii i XVIII la població no era de majoria musulmana, amb molts armenis, jueus i grecs. El 1740 es va establir una poteria i va acabar agafant el nom de Çanak kalesi (çanak vol dir "pot de terra cuita") mentre l'antic nom es va deixar d'utilitzar. La presència de la flota russa a la guerra de 1768-1774 va portar a la creació de noves fortaleses a la zona sota la direcció del baró de Tott i Selim II (1789-1807) encara va fer construir nous forts al final del seu regnat però el 1807 l'almirall anglès Sir John Duckworth va forçar el pas de l'estret amb certa facilitat. En els següents anys l'estatut dels Estrets va ser regulat per diversos tractats i la zona va ser oberta a la lliure navegació (igual que el Bòsfor).
El 1860 la ciutat va patir un greu incendi que es va repetir cinc anys després. Fins al 1876 fou part del wilayat de Djazair-i Bahr-i Sefid i llavors fou inclosa al sandjak de Bigha. El 1912 va ser en part destruïda per un terratrèmol, i el 1915 va patir un bombardeig naval dels aliats. Fou declarada capçalera de província amb el nom de Čanak kale (després, pel canvi ortogràfic, Çanakkale, Çanak kale o Çanak Kale). El 1922 s'hi van establir forces aliades franceses i britàniques però la república turca en va demanar l'evacuació; tot i l'oposició del primer ministre britànic David Lloyd George finalment els aliats es van retirar.

## Ciutats agermanades
- Osnabrück, Alemanya
- Pomezia, Itàlia

## Personatges il·lustres
- Metin Erksan
- Şahika Ercümen
- Tevfik Rüştü Aras